# P3 Transfer-Batavus 2008
Questa voce raccoglie le informazioni riguardanti la P3 Transfer-Batavus nelle competizioni ufficiali della stagione 2008.

## Stagione
Come Continental Team, la P3 Transfer-Batavus prese parte alle gare dei Circuiti continentali UCI, in particolare all'UCI Europe Tour.

## Organico

### Staff tecnico
GM=General manager; DS=Direttore sportivo.
|  | Naz.                   | Ruolo | Sportivo          |  |  |  |
|  | ---------------------- | ----- | ----------------- |  |  |  |
|  | Paesi Bassi (bandiera) | GM    | Daan Luijkx       |  |  |  |
|  | Paesi Bassi (bandiera) | GM    | Frits Schür       |  |  |  |
|  | Paesi Bassi (bandiera) | DS    | Michel Cornelisse |  |  |  |
|  | Belgio (bandiera)      | DS    | Cees De Brouwer   |  |  |  |
|  | Paesi Bassi (bandiera) | DS    | Piet Van Est      |  |  |  |

### Rosa
|  | Naz.                   |  | Sportivo              | Anno |  |  |
|  | ---------------------- |  | --------------------- | ---- |  |  |
|  | Paesi Bassi (bandiera) |  | Wim Botman            | 1985 |  |  |
|  | Paesi Bassi (bandiera) |  | Gideon De Jong        | 1984 |  |  |
|  | Paesi Bassi (bandiera) |  | Luc Hagenaars         | 1987 |  |  |
|  | Paesi Bassi (bandiera) |  | Reinier Honig         | 1983 |  |  |
|  | Paesi Bassi (bandiera) |  | Lars Jun              | 1987 |  |  |
|  | Svezia (bandiera)      |  | Jonas Ljungblad       | 1979 |  |  |
|  | Paesi Bassi (bandiera) |  | Wouter Mol            | 1982 |  |  |
|  | Paesi Bassi (bandiera) |  | Bart Oegema           | 1983 |  |  |
|  | Paesi Bassi (bandiera) |  | Wout Poels            | 1987 |  |  |
|  | Paesi Bassi (bandiera) |  | Ger Soepenberg        | 1983 |  |  |
|  | Paesi Bassi (bandiera) |  | Bobbie Traksel        | 1981 |  |  |
|  | Paesi Bassi (bandiera) |  | Marvin van der Pluijm | 1979 |  |  |
|  | Paesi Bassi (bandiera) |  | Around van Groen      | 1983 |  |  |
|  | Paesi Bassi (bandiera) |  | Klaas van Hage        | 1985 |  |  |
|  | Belgio (bandiera)      |  | Timothy Vangheel      | 1986 |  |  |
|  | Paesi Bassi (bandiera) |  | Aart Vierhouten       | 1970 |  |  |

## Palmarès

### Corse a tappe
- Circuit des Ardennes

3ª tappa (Jonas Ljungblad)
- Volta de Ascension

1ª tappa (Jonas Ljungblad)
- Vuelta Ciclista a León

3ª tappa (Jonas Ljungblad)
Classifica generale (Wout Poels)
- Drieedagse van West-Vlaanderen

3ª tappa (Bobbie Traksel)
Classifica generale (Bobbie Traksel)
- Olympia's Tour

4ª tappa (Bobbie Traksel)
- Vuelta a Extremadura

2ª tappa (Bobbie Traksel)

### Corse in linea
- Omploop Lek en Ijssel (Luc Hagenaars)
- Circuito de Getxo (Luc Hagenaars)
- Grote Prijs Jef Scherens (Wouter Mol)
- Grote 1-Mei Prijs (Bobbie Traksel)
- Ronde van Zuid-Friesland (Aart Vierhouten)

### Campionati nazionali
- Campionato svedese

In linea (Jonas Ljungblad)
- Campionato olandese su pista

Mezzo fondo (Reinier Honig)

## Classifiche UCI

### UCI Europe Tour
Individuale
Piazzamenti dei corridori della P3 Transfer nella classifica dell'UCI Europe Tour 2008.
| Pos. | Ciclista         | Punti |
| ---- | ---------------- | ----- |
| 10   | Bobbie Traksel   | 335   |
| 112  | Reinier Honig    | 133   |
| 155  | Wouter Mol       | 107   |
| 199  | Jonas Ljungblad  | 85    |
| 199  | Wout Poels       | 85    |
| 362  | Aart Vierhouten  | 48    |
| 974  | Jonas Ljungblad  | 8     |
| 1217 | Arnoud van Groen | 3     |

Squadra
La P3 Transfer chiuse in tredicesima posizione con 804 punti.